# كريستيان باومايستر
كريستيان باومايستر (بالألمانية: Christian Baumeister)‏ (و. 1971  م) هو مصور سينمائي، ومنتج أفلام، ومخرج أفلام ألماني، ولد في مونستر.

## وصلات خارجية
- كريستيان باومايستر على موقع IMDb (الإنجليزية)
- كريستيان باومايستر على موقع أول موفي (الإنجليزية)
- كريستيان باومايستر على موقع قاعدة بيانات الفيلم (الإنجليزية)
- كريستيان باومايستر على موقع كينوبويسك (الروسية)